# Original Don
Original Don – singiel grupy muzycznej Major Lazer nagrany z udziałem holenderskich DJ-ów the Partysquad, wydany w formie minialbumu 4 listopada 2011 roku przez Downtown Records. Do utworu został nakręcony teledysk.

## Lista utworów
1. "Original Don" (feat. The Partysquad) - 4:13
2. "Original Don" (Crookers Remix) (feat. The Partysquad) 4:30
3. "Original Don" (Diet Original Don) (feat. The Partysquad) 4:52
4. "Original Don" (The Partysquad & Punish Smash Em Remix) (feat. The Partysquad) 3:38